# Coney Hatch
Coney Hatch ist eine kanadische AOR- und Hard-Rock-Band, die um 1980 herum gegründet wurde. Ihre Hochphase erlebte sie Anfang der 1980er Jahre, als sie drei LPs auf den Markt brachte. Trotz ihres nur wenige Jahre unterbrochenen Weiterbestehens veröffentlichte sie erst 2013 ein viertes Album.

## Geschichte
1980 hatte der Sänger und Bassist Andy Curran mit dem Gitarristen Ed Godlewski und dem Schlagzeuger Dave „Thumper“ Ketchum die Torontoer Band gegründet. Als 1981 der Sänger und Gitarrist Carl Dixon infolge einer Annonce, in der ein hauptamtlicher Sänger gesucht wurde, hinzustieß, gehörte ihr inzwischen Steve Shelski anstelle von Ed Godlewski an. Ihren Namen hatte Coney Hatch von dem einer vor den Toren Londons gelegenen Irrenanstalt abgeleitet.
Über den Texter Pye Dubois lernten sie den vielfältigen Musiker Kim Mitchell kennen, der sie bei seinem Vertrags-Label Anthem Records unterbrachte und das Debütalbum Coney Hatch, das im Sommer 1982 erschien, auch gleich selbst produzierte. Die Single Hey Operator (im Folgejahr von Aldo Nova gecovert) wurde zum Radio-Hit und der Videoclip Devil's Deck bekam Dauerrotation bei MTV. Für die Produktion des Nachfolgers Outta Hand (1983) verpflichtete man den Hausproduzenten Ozzy Osbournes, Max Norman, der für eine Glättung des Sounds sorgte. Zum dritten Album hin gab es bezüglich des Aufnahmeteams nur eine Veränderung: Schlagzeuger Ketchum hatte geheiratet und war Vater geworden; ihm genügte es fortan, in lokalen Bands Musik zu machen. So stellte es zumindest Shelski 1986 dar. Dixon gab 2013 an, ihr Management habe für ihr Geld keinen Finger gerührt und die Plattenfirma ihre Investitionen in andere Bands getätigt. Der Frust darüber sei an dem eigentlich unschuldigen Ketchum ausgelassen worden. Später habe man seinen Rauswurf bedauert. Als neues Mitglied wurde Barry Conners, der für Lee Aaron getrommelt hatte, aufgenommen. Friction erschien 1985. Zu diesem Zeitpunkt hatte man schon Tourneen mit Judas Priest, Iron Maiden, Accept, Triumph und Krokus hinter sich, eine eigene Kanada-Tour stand an.
Auch über das Ausscheiden von Dixon gibt es sich widersprechende Aussagen. Was auch immer der Anlass gewesen war und wer die Kündigung ausgesprochen hatte, mit Dixon ging eine Stütze der Band. Da der Sänger nunmehr fehlte und die Schlagzeugbesetzung weiterhin unbeständig war, holte man James LaBrie (damals noch Kevin LaBrie), der beide Posten einnehmen konnte, aber letztlich beim Singen blieb. Die Band bestand rund ein Jahr lang aus Andy Curran, Steve Shelski, Kevin (James) LaBrie, John McGoldrick und Paul Marangoni. Das neu komponierte Material, das in den Clubs der Heimatregion getestet worden war, erfüllte jedoch nicht die Qualitätsvorstellungen der Band, weshalb LaBrie keine Zukunft in der weiteren Zusammenarbeit erkennen konnte und ging. Mit Dream Theater gelangte er Anfang der 1990er Jahre zu Berühmtheit. Damit waren die Planungen für eine vierte LP gestorben, ebenso wie die Ambitionen, vom Musikmachen leben zu können. 1986 trennte man sich vorerst. Anlässlich der Veröffentlichung einer Zusammenstellung von Titeln der drei LPs plus einiger Stücke aus dem Archiv unter der Bezeichnung Best of Three im Jahre 1992 ließ Curran die Band wieder aufleben. Coney Hatch blieb im Raum Toronto eine bekannte Größe mit gelegentlichen Auftritten, geriet aber überregional in Vergessenheit und wagte sich nur zu Festivals ins Ausland, und dann konnte nicht immer jeder wegen seines regulären Jobs auch dorthin mit.
1990 veröffentlichte Andy Curran, noch bevor er einer kurzlebigen Band namens Soho 69 vorstand, unter Mithilfe von Carl Dixon als Backgroundsänger ein Album, das stilistisch nicht fern von Coney Hatch liegt. Dixon war innerhalb der kanadischen Rockszene so begehrt, dass er über einen längeren Zeitraum festes Mitglied von April Wine und auch ab 1997 der reformierten The Guess Who war. Er gehörte ferner 1995 zu den Gästen bei dem Projekt des standardmäßigen Keel-Gitarristen Marc Ferrari, Marc Ferrari & Friends. Eigene Solo-Alben entstanden 1993, 2001 und 2003.
2008 hatte Dixon mit seinem Auto unterwegs nach Melbourne einen Frontalzusammenstoß. Er wurde in ein Künstliches Koma versetzt und hatte zunächst schlechte Genesungsprognosen. Freunde und Weggefährten organisierten ein Benefizkonzert im Oktober 2008, um die Behandlungskosten bezahlen zu können. Aus dieser Situation heraus fand die eigentliche Stammbesetzung wieder zusammen. Ihren ersten gemeinsamen Auftritt als Coney Hatch hatten die Musiker nach vielen Jahren am 5. August 2010 in Toronto. Seitdem tritt die Band wieder vermehrt auf und hat 2013 ein viertes Album, das von Andy Curran persönlich produzierte Four, veröffentlicht. Vollblutmusiker Dixon ist daneben mit einem Akustik-Programm unterwegs.

## Stil
Für Hucky E. Heppke vom Metal Hammer war die erste LP die „härteste“. Jens Schmiedeberg, ebenfalls Metal-Hammer-Mitarbeiter, empfahl das dritte Album aufgrund „sparsamer, akzentuierter Instrumentierung“ den „gemäßigten Hardrockern“.
Marcus Schleutermann vom Rock Hard meinte, Four sei Hard Rock, der ohne Effekthascherei aus- und daher zeitlos daherkomme.

## Diskografie
- 1982: Coney Hatch (Anthem Records)
- 1983: Outta Hand (Anthem Records)
- 1985: Friction (Anthem Records)
- 1992: Best of Three (Kompilation, Anthem Records)
- 2013: Four (Frontiers Records)